# Weilar
Weilar település Németországban, azon belül Türingiában. Lakosainak száma 801 fő (2023. december 31.). Weilar Bad Salzungen és Stadtlengsfeld községekkel határos.

## Népesség
A település népességének változása:
| Lakosok száma | 830  | 838  | 838  | 810  | 801  |
|               | 2017 | 2019 | 2021 | 2022 | 2023 |